# Ole Stavrum
Ole Stavrum (Kristiansund, 22 maggio 1940) è un ex calciatore norvegese, di ruolo attaccante.

## Biografia
È il padre di Ole Erik e Arild Stavrum.

## Carriera

### Giocatore

#### Club
Soprannominato Dukkop, arrivò al Lyn Oslo dal Clausenengen. Esordì con questa maglia il 2 agosto 1961, realizzando una doppietta nel successo per 3-1 sul Frigg. Il 10 settembre 1963 debuttò nelle competizioni europee, schierato titolare nella sconfitta casalinga per 2-4 contro il Borussia Dortmund, in un incontro valido per la Coppa dei Campioni 1963-1964 (siglò una rete nel corso della sfida). Contribuì al successo finale nel campionato 1964, primo nella storia del club, risultando anche capocannoniere della 1. divisjon con le sue 18 reti in 17 incontri. Sempre con questa maglia, vinse la Coppa di Norvegia 1967.

### Allenatore
Dal 1980 al 1981, fu allenatore dello Jerv.

## Palmarès

### Club

#### Competizioni nazionali
- Campionato norvegese: 1

Lyn Oslo: 1964
- Coppa di Norvegia: 1

Lyn Oslo: 1967

### Individuale
- Capocannoniere della 1. divisjon: 1

1964 (18 gol)